# Porsche Tennis Grand Prix 2018
Porsche Tennis Grand Prix 2018 — жіночий тенісний турнір, що проходив на закритих ґрунтових кортах Porsche Arena в Штутгарті (Німеччина). Це був 41-й за ліком Porsche Tennis Grand Prix. Належав до серії Premier в рамках Туру WTA 2018. Тривав з 23 до 29 квітня 2018 року.

## Очки і призові

### Нарахування очок
| Дисципліна       | П   | Ф   | ПФ  | ЧФ  | 1/8 | 1/16 | Q   | Q3  | Q2  | Q1  |
| Одиночний розряд | 470 | 305 | 185 | 100 | 55  | 1    | 25  | 18  | 13  | 1   |
| Парний розряд    | 470 | 305 | 185 | 100 | 1   | Н/Д  | Н/Д | Н/Д | Н/Д | Н/Д |

### Призові гроші
| Дисципліна       | П        | Ф       | ПФ      | ЧФ      | 1/8    | 1/16   | Q3     | Q2     | Q1   |
| Одиночний розряд | €107,036 | €57,157 | €30,536 | €16,411 | €8,798 | €5,585 | €2,508 | €1,333 | €742 |
| Парний розряд *  | €33,482  | €17,885 | €9,774  | €4,974  | €2,702 | Н/Д    | Н/Д    | Н/Д    | Н/Д  |

* на пару

## Учасниці основної сітки в одиночному розряді

### Сіяні учасниці
| Країна  |                   | Рейтинг1 | Сіяна |
| ------- | ----------------- | -------- | ----- |
| Румунія | Сімона Халеп      | 1        | 1     |
| Іспанія | Гарбінє Мугуруса  | 3        | 2     |
| Україна | Еліна Світоліна   | 4        | 3     |
| Латвія  | Олена Остапенко   | 5        | 4     |
| Чехія   | Кароліна Плішкова | 6        | 5     |
| Франція | Каролін Гарсія    | 7        | 6     |
| США     | Слоун Стівенс     | 9        | 7     |
| Чехія   | Петра Квітова     | 10       | 8     |

- 1 Рейтинг подано станом на 16 квітня 2018.

### Інші учасниці
Нижче наведено учасниць, що отримали вайлдкард на участь в основній сітці:
- Антонія Лоттнер
- Марія Шарапова
- Лаура Зігемунд
- Коко Вандевей

Нижче наведено гравчинь, які пробились в основну сітку через стадію кваліфікації:
- Заріна Діяс
- Марта Костюк
- Вероніка Кудерметова
- Маркета Вондроушова

Як щасливий лузер в основну сітку потрапили такі гравчині:
- Каріна Віттгефт

### Знялись з турніру
До початку турніру
- Анастасія Севастова →її замінила  Каріна Віттгефт

### Знялись
- Анджелік Кербер
- Гарбінє Мугуруса
- Маркета Вондроушова

## Учасниці основної сітки в парному розряді

### Сіяні пари
| Країна     | Гравчиня        | Країна     | Гравчиня                   | Рейтинг1 | Сіяна |
| ---------- | --------------- | ---------- | -------------------------- | -------- | ----- |
| Словенія   | Андрея Клепач   | Іспанія    | Марія Хосе Мартінес Санчес | 34       | 1     |
| Росія      | Алла Кудрявцева | Чехія      | Андреа Сестіні-Главачкова  | 42       | 2     |
| Нідерланди | Кікі Бертенс    | Нідерланди | Демі Схюрс                 | 45       | 3     |
| США        | Ракель Атаво    | Німеччина  | Анна-Лена Гренефельд       | 59       | 4     |

- 1 Рейтинг подано станом на 16 квітня 2018.

### Інші учасниці
Пара, що отримала вайлд-кард на участь в основній сітці:
- Антонія Лоттнер /  Лена Рюффер

## Переможниці та фіналістки

### Одиночний розряд
- Кароліна Плішкова —  Коко Вандевей, 7–6(7–2), 6–4

### Парний розряд
- Ракель Атаво  /  Анна-Лена Гренефельд —  Ніколь Мелічар /  Квета Пешке, 6–4, 6–7(5–7), [10–5]